# Giro (huyện)
Giro là một huyện thuộc tỉnh Ghazni, Afghanistan. Dân số thời điểm năm 1999 là 22,444 người.